# Три окна и повешение
Три окна и повешение (алб. Tri Dritare dhe një Varje) — косовский драматический фильм, снятый Исой Кося. Мировая премьера ленты состоялась 19 августа 2014 года на международном кинофестивале в Сараево 2014. Фильм был выдвинут Республикой Косово на премию «Оскар 2015» в номинации «Лучший фильм на иностранном языке», но не был номинирован. Этот фильм стал первым, выдвинутый Косово на «Оскар».

## Сюжет
В традиционном селе Косово, где жизнь постепенно восстанавливается после войны, учительница Луше колеблется давать интервью международному журналисту. Во время интервью, Луше признает, что она и еще три женщины из села были изнасилованы сербскими солдатами. Когда люди из деревни узнают, что об этом рассказала Луше, они начинают кампанию ненависти против нее и ее маленького мальчика.